# Alzeyer Hügelland
Das Alzeyer Hügelland in den Landkreisen Alzey-Worms, Donnersbergkreis und Bad Dürkheim in Rheinland-Pfalz (Deutschland) ist eine 272 km² große Tafel- und Hügellandschaft in Rheinhessen und der Pfalz. Es bildet den zentralen bis südwestlichen Teil des ebenfalls oft mit Alzeyer Hügelland bezeichneten Rheinhessischen Tafel- und Hügellandes.
Im Grunde sind beide Namensteile für die hier beschriebene Landschaft etwas irreführend. Das namensgebende Alzey liegt deutlich im Norden der Landschaft, die nach Süden bis Grünstadt reicht. Und innerhalb der höheren, über 300 m ü. NHN erreichenden Landschaftsteile überwiegt deutlich der Plateaucharakter. Die höchste eigenständige Erhebung ist der 336,7 m erreichende Grünstadter Berg im äußersten Süden, nah der Nahtstelle zum Pfälzerwald; noch höhere Höhen von bis zu 360 m werden im nördlichen Westen, nördlich Kirchheimbolandens am Eichelberg-Koppelberg-Rücken erreicht, die nach Osten jedoch schnell in Plateaulandschaften von konstant um 300 m übergehen, während sie von den sich westlich anschließenden, durch keine nennenswerte Scharte getrennten Bergen des Nordpfälzer Berglands deutlich überragt werden.

## Geographie

### Lage
Das Alzeyer Hügelland, das zum Nordteil der Oberrheinischen Tiefebene gehört, liegt im Osten von Rheinland-Pfalz. Er schließt sich östlich an das Nordpfälzer Bergland an und nördlich an den Pfälzerwald. Im Osten grenzt es an das flachwelligere Wonnegauer Hügelland des kulturräumlichen Wonnegaus, nach Norden wird es durch geomorphologisch ähnliche Landschaftsteile des Rheinhessischen Tafel- und Hügellandes fortgesetzt.
Die Hügellandschaft, deren namensgebende Ortschaft das in ihrem Nordteil gelegene Alzey ist, erstreckt sich etwa zwischen Biebelnheim im Norden, Monzernheim im Nordosten, Flörsheim-Dalsheim im Osten, Grünstadt im Südsüdosten, Neuleiningen im Süden, Kerzenheim im Südsüdwesten, Kirchheimbolanden im Westen und Flonheim im Nordnordwesten.
Durchflossen wird die Landschaft von den Oberläufen der Selz und des Seebachs. Tief in Segmente zerschnitten wird es von nach Osten gerichteten Mittellaufabschnitten der Pfrimm und des Eisbachs.

### Naturräumliche Zuordnung und Gliederung
Das Alzeyer Hügelland im engeren Sinne wurde in der naturräumlichen Gliederung auf Blatt 150 Mainz wie folgt zugeordnet und gegliedert:
- (zu 227 Rheinhessisches Tafel- und Hügelland)
  - 227.4 Alzeyer Hügelland (262,6 km²) 
    - 227.40 Alzey-Ilbesheimer Höhen (155,5 km²)
      - 227.400 Inneres Alzeyer Hügelland (87,8 km²)
      - 227.401 Ilbesheimer Lößschwelle (67,7 km²)

    - 227.41 Bolander Randhöhen (44,6 km²)
    - 227.42 Göllheimer Hügelland (62,5 km²)

Dieser Naturraum ist jedoch, entgegen der üblichen Konvention der Bundesanstalt für Landeskunde, nicht einfach zusammenhängend. Er wird durch den Naturraum Mittleres Pfrimmtal (227.50; 27,7 km²) mit der Region Zellertal, der dem Mittellauf der in West-Ost-Richtung fließenden Pfrimm folgt, in einen großen Nord- und kleinen Südteil aufgeteilt. Das Mittlere Pfrimmtal wäre nach üblichen Konventionen ein Unter-Naturraum des Alzeyer Hügellandes – zumal der Eisbach weiter südlich (im Göllheimer Hügelland) wie auch der der Pfrimm zufließende Leiselsbach (Verlauf auf der Ilbesheimer Lößschwelle), deren Täler nicht als eigene Naturräume ausgewiesen sind, die Landschaft nicht minder scharf segmentieren – wenngleich ihre Durchbruchstäler deutlich kürzer sind.
Etwas irreführend ist die Bezeichnung Bolander Randhöhen. Der etwa 11,9 km² umfassende Südteil der so ausgewiesenen Landschaft zwischen Bolanden im Süden und Kirchheimbolanden im Norden ist nämlich als deutliche Senke ausgebildet, in der bis einschließlich Bolanden Rotliegend ansteht, und daher eher ein natürlicher Teil der Kaiserstraßensenke (siehe Kaiserstraße), der von der Ilbesheimer Lößschwelle im Osten deutlich überragt wird. Erst nördlich der Kreisstadt, also deutlich von Bolanden entfernt, steigt die Landschaft hier deutlich, bis auf knapp 360 m an und unterscheidet sich vom ähnlich hohen, sich nördlich anschließenden Vorholz des Nordpfälzer Berglandes vor allem durch tertiäre und quartäre Auflagen auf den Grundgesteinen sowie durch fehlende Bewaldung. 
Die Randhöhen nördlich des Vorholzes bei Bechenheim, Nack und Erbes-Büdesheim erreichen diese Höhenlagen nicht mehr und sind bereits bis zu über 15 km vom namensgebenden Ort entfernt.
Interpretiert man das Mittlere Pfrimmtal als Teil des Alzeyer Hügellandes, die Senke zwischen Bolanden und Kirchheimbolanden jedoch nicht, ergibt sich eine Fläche von etwa 272 km².
Das Bundesamt für Naturschutz wiederum zählt in seinem Steckbrief Alzeyer Hügelland das Eisenberger Becken mit zur Landschaft, nicht jedoch das Mittlere Pfrimmtal, wodurch es auf eine zweigeteilte Fläche von 275 km² kommt.

### Segmentierung in Plateaus

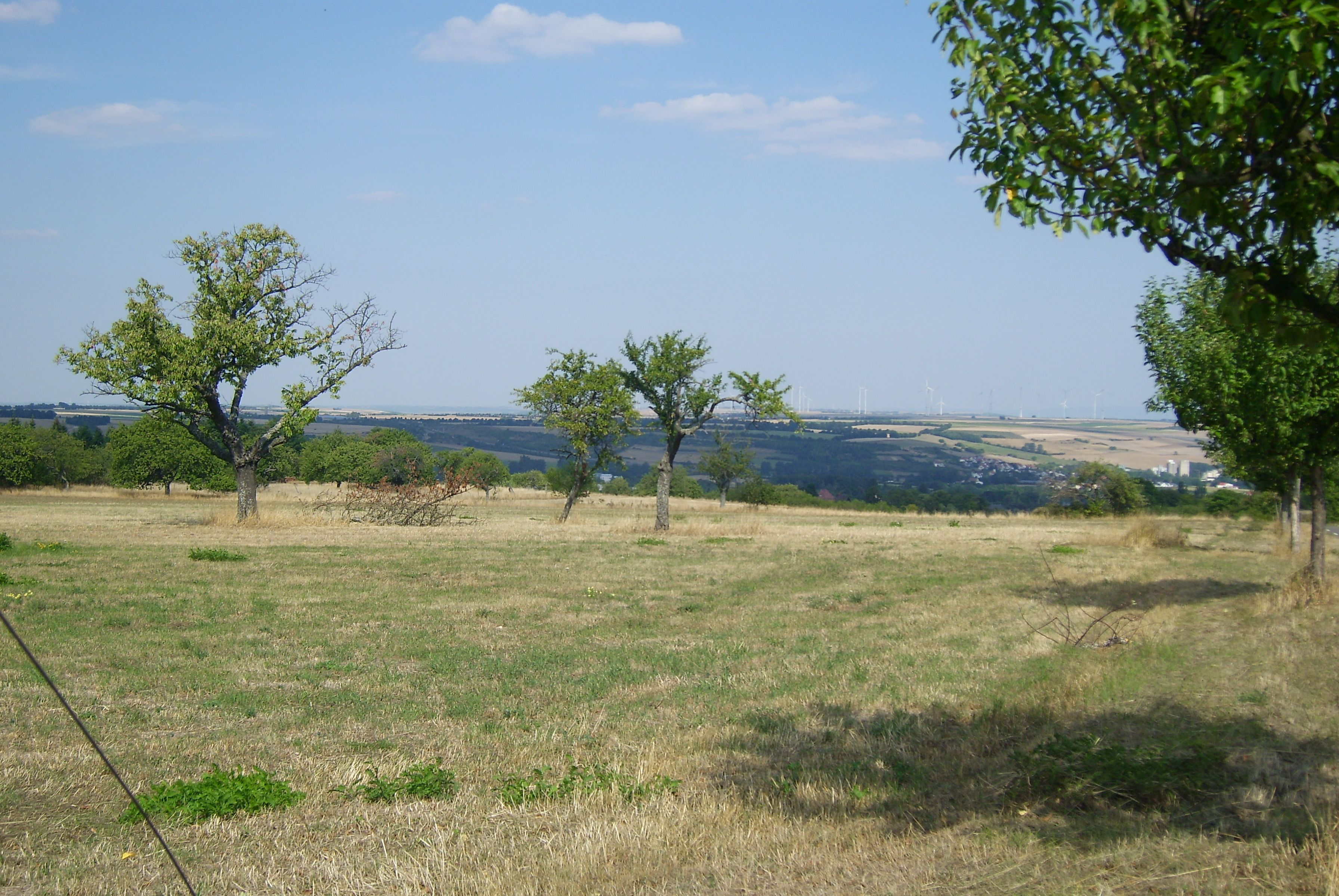
Blick vom Osthang (etwa 375 m) des 430 m hohen Kuhkopfes unmittelbar westlich Kirchheimbolandens auf das Ilbesheimer Plateau (bis 317,2 m)

Das Alzeyer Hügelland wird durch Bäche und Senken in insgesamt fünf recht unterschiedlich große Plateaus geteilt, von denen das etwa die Hälfte der Fläche einnehmende Kernplateau um die Stadt Alzey nach Nordwesten ohne merkliche Höhenunterschiede ins Nordpfälzer Bergland übergeht. Spürbare Höhenstufen finden sich jedoch sowohl an der östlichen Nahtstelle zum flachwelligen Wonnegauer Hügelland als auch an der Westflanke der südlicheren Höhenzüge zur ebenfalls flachen Kaiserstraßensenke.
Folgendermaßen gliedert sich das Alzeyer Hügelland, von Norden bis Süden, in Plateaus und Senken (eingerückt mit voranstehendem ↓ je die Trennflüsse bzw. die Scharten): 
- das Kloppbergplateau (Osten von 227.400) im Nordosten (bis 293,6 m)
  - ↓ Scharte an der A 61 (knapp 220 m), nach Osten durch Altbach und Seebach verlängert, nach Nordwesten durch den Weidasser Bach
- das Ilbesheimer Plateau (227.41 ohne Süden, 227.401 ohne äußersten Südwesten, Westen von 227.400) in Osten, Zentrum und Nordwesten (im äußersten Westen bis 358 m, ansonsten bis 317,2 m)
  - ↓ Leiselsbach (zwischen der Mündung des Gutleutbachs bei Bischheim und der Mündung in die Pfrimm 218–160 m)
- das sehr kleine Hungerbergplateau (äußerster Südwesten von 227.401) im Westen (bis 303,1 m)
  - ↓ Pfrimm, Mittleres Pfrimmtal (227.50; von der Lohmühle unterhalb Dreisens bis unterhalb Wachenheims 202–141 m)
- das Göllheimer Hügelland (227.42 ohne äußersten Südosten) im äußersten Süden (bis 317,1 m)
  - ↓ Eisbach, Eisenbahntrasse (157–141 m)
- der Grünstadter Berg (bis 336,7 m) nebst A 6 an der Südflanke und Burg Neuleiningen etwas unterhalb
  - ↓ Eckbach (189–173 m), Grenze zum sich südlich anschließenden Leininger Sporn des Pfälzerwaldes

Vom Kernplateau wird durch die Talung der Selz noch einmal ein Nordwestteil (Nordhälfte von 227.41, Nordwesten von 227.400) segmentiert, wobei eine Trennscharte allerdings im Quellgebiet des Flusses (327 m) bei Orbis praktisch nicht existiert, wohl aber im Stadtgebiet Alzeys (Mündung der Weidas: 151 m). Der Nordwestteil erreicht in unmittelbarer Nähe der Stadt 302,2 m und im Westen mit 312 m nordöstlich Bechenheims nur unwesentlich mehr.
Die Bezeichnung Hügelland trifft am ehesten im Inneren Alzeyer Hügelland einschließlich der nordwestlichen Fortsetzung im Norden der Randhöhen zu, wobei jedoch das Kloppbergplateau da herausfällt. Auch das Göllheimer Hügelland weicht etwas vom Plateaucharakter ab. 
Durchgängige Lößauflagen haben das Ilbesheimer Kernplateau (rechts der Selz), das Kloppbergplateau und große Teile des Göllheimer Hügellandes. Inselartig am Gipfel vorhanden ist eine solche am Hungerbergplateau, am Gerstenberg im Südosten des Göllheimer Hügellandes sowie auf dem Grünstadter Berg.

## Erhebungen
Das Alzeyer Hügelland fällt aus Höhen von 360 m (Erhebung Hinter der Remise bei Orbis) am Westrand der Landschaft und Höhen von 336,7 m (Erhebung Bitternell bei Neuleiningen) am Südrand der Landschaft bis auf 141 m ü. NHN (Talstelle östlich von Wachenheim) im Zellertal ab – wenn man das zum vorgenannten Naturraum Mittleres Pfrimmtal liegende Zellertal an der Pfrimm hinzuzählt.
Zu seinen Erhebungen und Hangspornen gehören – mit Höhe in Meter (m) über Normalhöhennull (NHN):
- Hinter der Remise bzw. Eichelberg-Koppelberg-Rücken (gut 360 m), südlich von Orbis – Bolander Randhöhen
  - Koppelberg, Ostgipfel (357,8 m)
  - Eichelberg, Westgipfel (356,9 m)
- Steinkopf (354,1 m), NSG Steinbühl-Schäfergraben, nordwestlich Kirchheimbolandens – Bolander Randhöhen
- Grünstadter Berg (336,7 m; Bitternell), zwischen Neuleiningen, Ebertsheim und Grünstadt – Göllheimer Hügelland (Südteil)
- Gerstenberg, Höhenzug mit Quirnheimer Berg (317,1 m), bei Quirnheim – Göllheimer Hügelland
- Kahlenberg (305,6 m), zwischen Bubenheim und Kindenheim – Göllheimer Hügelland
  - Südgipfel: Rosengarten (305,6 m)
  - Nordgipfel (303,3 m)
- Galgenberg (Göllheimer Höhe; 302,1 m), bei Lautersheim – Göllheimer Hügelland
- Zollstock (300,3 m), zwischen Immesheim und Rüssingen – Göllheimer Hügelland
  - Saukopf (296,4 m), Nordostsporn des Zollstocks – Göllheimer Hügelland
- Saukopf (296,4 m), zwischen Immesheim und Rüssingen
- Kloppberg (293,4 m), bei Hochborn und Dittelsheim-Heßloch – Inneres Alzeyer Hügelland
- Ahrenberg (292 m), zwischen Nack und Wendelsheim – Wiesener Randhöhen (Nordpfälzer Bergland) und damit westlich knapp außerhalb der Bolander Randhöhen
- Wartberg (285,2 m), mit Alzeyer Wartbergturm (275,3), südlich von Alzey – Inneres Alzeyer Hügelland
- Hornberg (273,3 m), bei Framersheim – Inneres Alzeyer Hügelland

## Landschaftsbild
Das Alzeyer Hügelland, das sich auf löss-, kalk- und mergelhaltigen Böden befindet, ist stark landwirtschaftlich geprägt. Es ist eine mancherorts (vor allem an den Südhängen der Hügel) weinbaulich und vielerorts (vor allem im Südteil des Alzeyer Hügellands) ackerbaulich genutzte Kulturlandschaft, die als Vorland des Pfälzer Berglands größere Höhenunterschiede aufweist als das nördlich anschließende Rheinhessische Hügelland. Im Westen und damit im Übergangsbereich zum Pfälzer Bergland ist das Hügelland teilweise bewaldet.

## Verkehrsanbindung
Durchzogen wird das Alzeyer Hügelland von Abschnitten der Bundesautobahnen 61 (Südwest-Nordost-Richtung) und 63 (Nordwest-Südost-Richtung), tangiert wird es am Südrand von einem solchen der A 6 (West-Ost-Richtung). Von diesen Autobahnen besteht Anschluss zu durch die Landschaft führenden Abschnitten der Bundesstraßen 47 und 271.
Zu den Eisenbahnstrecken im Alzeyer Hügelland gehören je ein Abschnitt der Alzey mit Kirchheimbolanden verbindenden Donnersbergbahn, der entlang der Pfrimm führenden Zellertalbahn und der am Eisbach verlaufenden Eistalbahn.